# Вяземский, Андрей Иванович
Князь Андре́й Ива́нович Вя́земский (16 октября 1754 — 20 апреля 1807) — русский чиновник и литератор из рода Вяземских, строитель городской усадьбы на Волхонке и подмосковной усадьбы Остафьево. Отец Петра Андреевича и дед Павла Петровича Вяземских.

## Биография
Родился в семье князя Ивана Андреевича Вяземского и княжны Марии Сергеевны Долгоруковой (1719—1786), внучки вице-канцлера Петра Шафирова. Двоюродным братом его был Андрей Петрович Оболенский (1769—1852) — тайный советник, попечитель Московского учебного округа.
Получил образование во французском духе, знал латынь, владел немецким, английским и французским языками. В 1758 году был записан в армию в чине сержанта, с октября 1760 года — адъютант при собственном отце. Премьер-майор (1769), полковник (1773). С 1773 по 1779 год был командиром Вологодского пехотного полка. Благодаря связям отца был произведён 1 января 1779 года в чин бригадира и 5 мая того же года в чин генерал-майора.
С 1782 по 1786 год совершил продолжительное путешествие по Европе. Вяземский побывал в Швеции, Пруссии, Саксонии, Франции, Италии, Англии и других странах, где прославился своими любовными похождениями и роскошным образом жизни, в Лондоне он давал балы, человек на 200 приглашённых.
После возвращения в Россию князь Вяземский, произведённый в 1787 году в генерал-поручики, был в 1789 году назначен членом Военной Конторы. Переведённый в тайные советники, он в марте 1796 году был назначен исполнять должность нижегородского и пензенского генерал-губернатора и 24 ноября 1796 года получил звание генерал-лейтенанта. Однако уже в первый год царствования Павла I, не позднее февраля 1797 года, оставил этот пост и был пожалован в сенаторы. Свою служебную карьеру князь Вяземский закончил действительным тайным советником (28 октября 1798).
Лица, имевшие с Вяземским служебные отношения, были часто им недовольны. Князь И. М. Долгорукий, водивший с ним ранее дружбу, встретив его в Пензе, нашёл у него «очень надменный» приём. Как генерал-губернатора, князь Долгорукий считал князя Вяземского «фанфароном», «самым пустым человеком», «делавшего всё некстати», и объяснял это тем, что Вяземский, будучи «испорчен английскими предрассудками», раздавал служебные указания «в разуме аглинских обычаев, забывая, что он начальник не в Девоншире, не в Дублине, а в Пензе».
Блестяще образованный, остроумный и горячий, князь Вяземский считался душою избранного московского общества. Его дом посещали его друзья Н. М. Карамзин, Ю. А. Нелединский-Мелецкий и князь А. М. Белосельский, иностранные путешественники находили у него гостеприимство и «прелести европейской разговорчивости». Он ежегодно выписывал из Франции большие партии книг, прежде всего философские и исторические. Его библиотека была одной из самых обширных в Москве. Немало времени князь посвятил обустройству своей городской усадьбы на Волхонке и подмосковного имения Вяземских Остафьево.

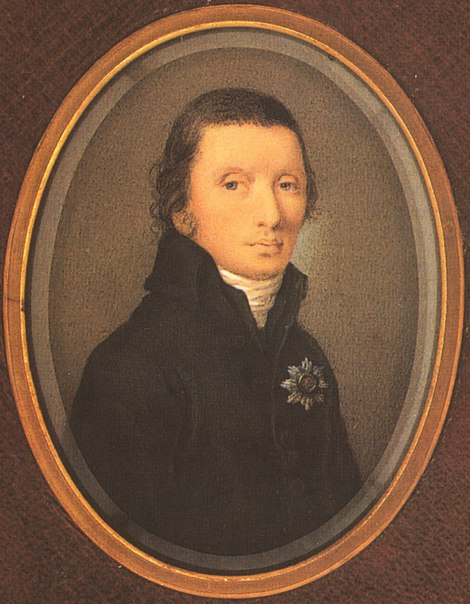
На миниатюре Ксавье де Местра

Российский философ В. В. Васильев выдвигал гипотезу о том, что А. И. Вяземский был автором философского трактата «Наблюдения о человеческом духе», изданного под псевдонимом «Андрей Передумин Колыванов», но впоследствии отказался от неё.
Князь Вяземский умер 20 апреля 1807 года и был погребён в московском Новодевичьем монастыре. Могила сохранилась.

## Семья
От связи с графиней Елизаветой Карловной Сиверс (1746—1818) имел внебрачную дочь. Вяземский не мог заключить с ней брак потому, что графиня была замужем. Елизавета Карловна была дочерью обер-гофмаршала Карла фон Сиверса и крестницей императрицы Елизаветы Петровны. В первом браке была замужем за двоюродным братом дипломатом Я. Е. Сиверсом, после развода с ним в 1778 году вышла замуж за князя Н. А. Путятина.
- Екатерина Андреевна (1780—1851), получила фамилию Колыванова от старого русского названия Ревеля, где она родилась. Воспитывалась в семье родной тетки Вяземского — княгини Екатерины Андреевны Оболенской, а потом, по возвращении отца из армии, жила в его доме. В 1804 году стала второй женой Николая Михайловича Карамзина. Их брак наделал в Москве много шума, ведь невеста обладала изрядным приданым, а жених жил лишь литературным заработком.

В 1786 году Вяземский женился на жизнерадостной ирландке Евгении Ивановне О’Рейли (Дженни О’Рейли, (англ. Jenny O'Reilly), в первом браке Квин, (англ. Quinn), 1762—1802), с которой познакомился во время своего заграничного путешествия. Вяземский увез её от мужа в Россию и с большим трудом добился для неё развода. Этот брак рассорил его с родственниками. Отец не смог простить сыну женитьбу на иностранке. Мать же пыталась безуспешно помирить сына и отца, прибегая к посредничеству князя А. А. Вяземского. В пылу разлада Вяземский продал наследственное имение Удино и взамен купил Остафьево. В браке имел дочь и сына.
- Екатерина Андреевна (1789—1810), с апреля 1809 года была замужем за А. Г. Щербатовым (1776—1848), умерла неожиданно, будучи беременной, имея от роду всего 20 лет. Князь Щербатов писал об этой трагедии: «Накануне нового года, она занемогла зубной болью. Казалась безделица — как вдруг открылась жестокая нервная горячка, — все употребленные средства были тщетны. 3 января её уже не было. Никакие слова не могут выразить моего отчаяния»[9]. Похоронили её рядом с отцом в Новодевичьем монастыре.
- Пётр Андреевич (1792—1878), известный русский поэт и писатель.

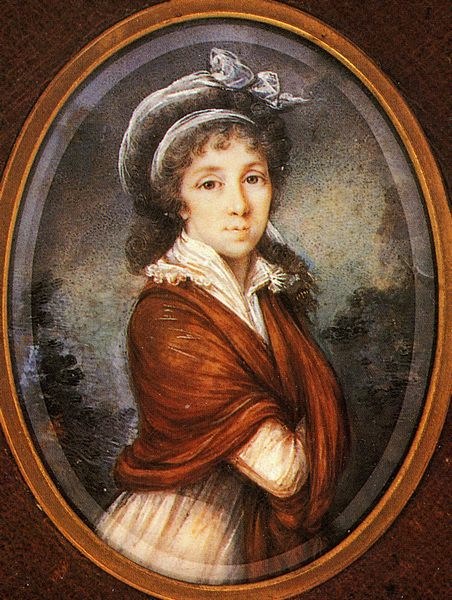
Евгения Ивановна, жена
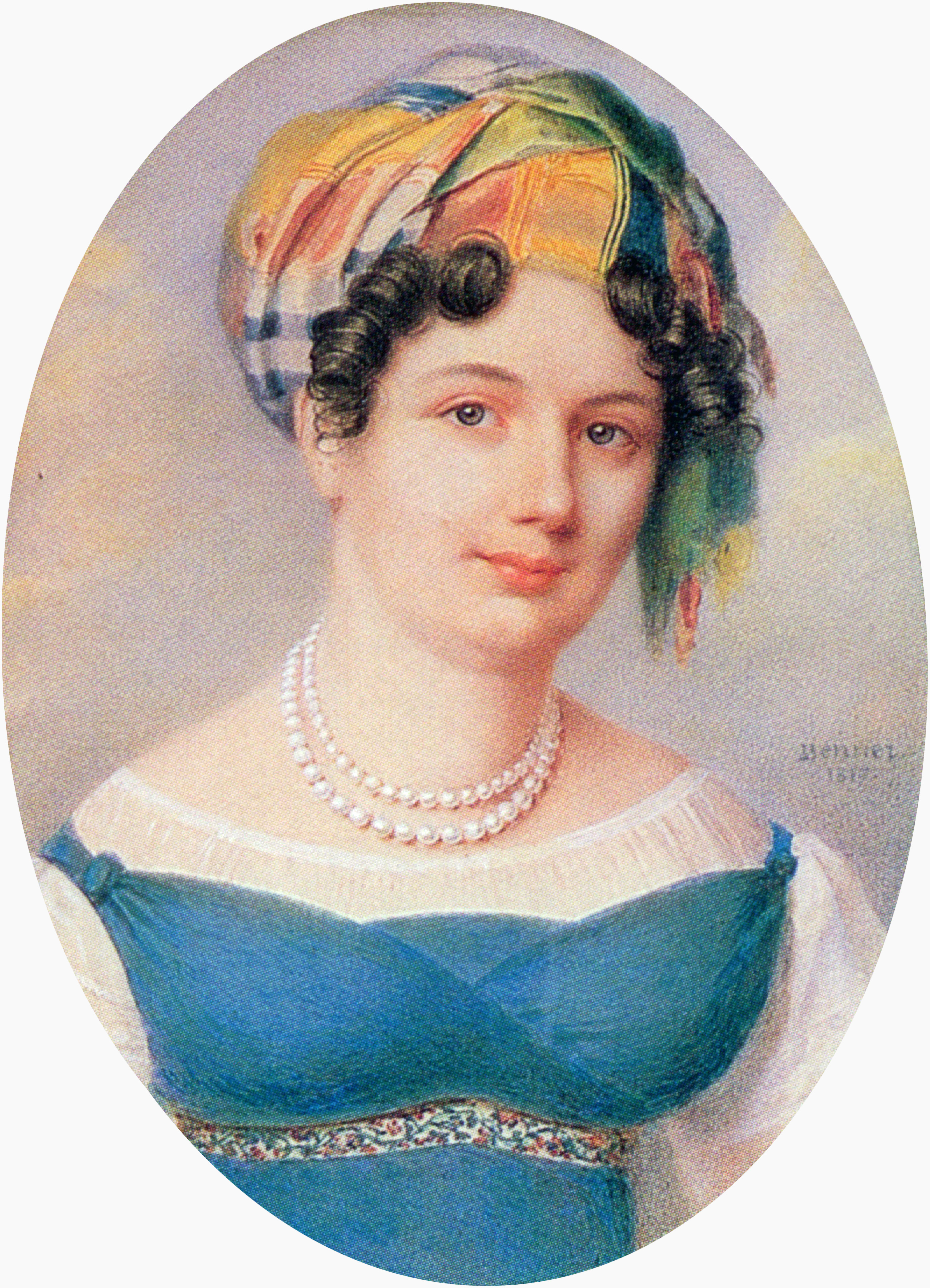
Екатерина Колыванова, дочь
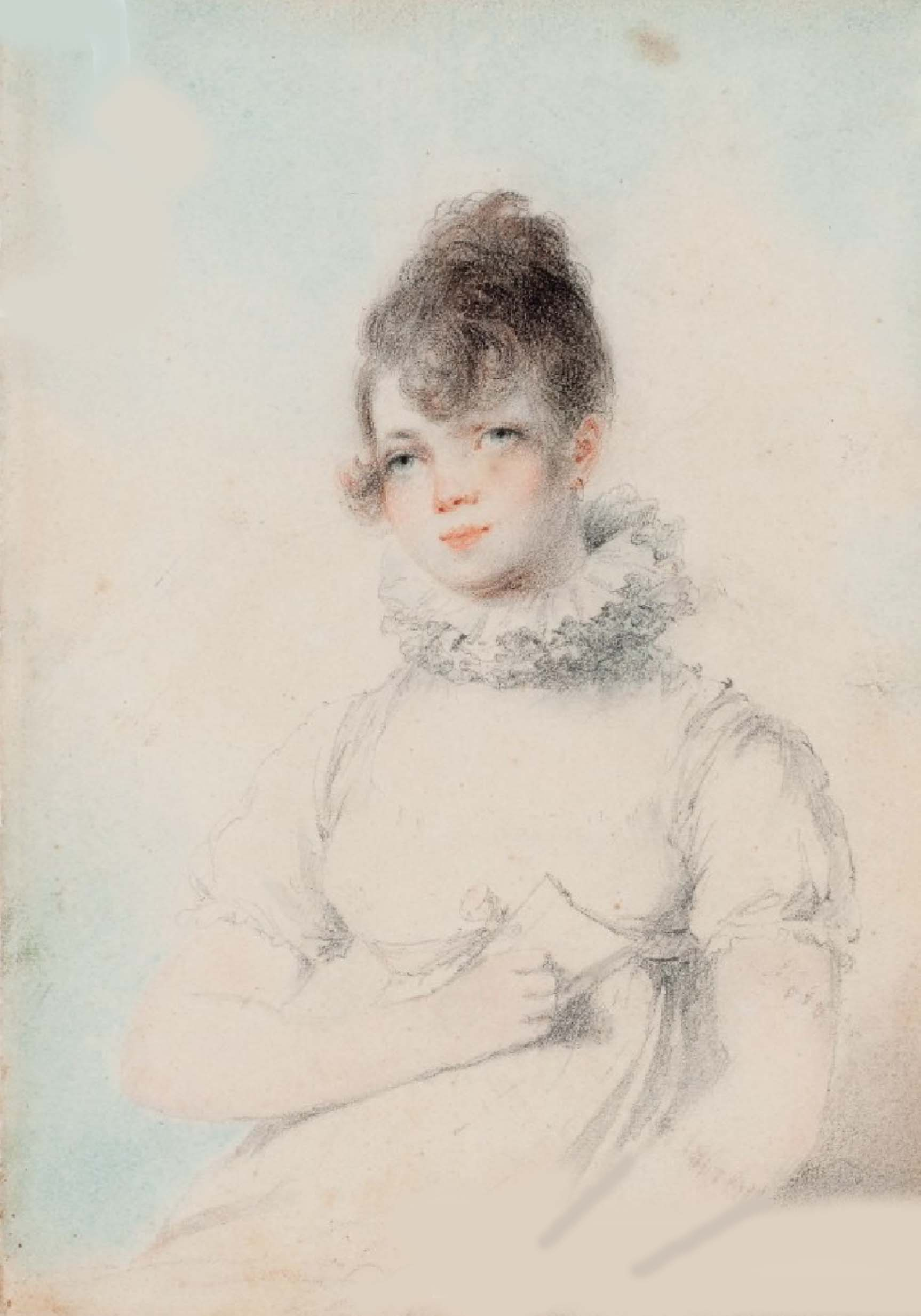
Екатерина Андреевна, дочь
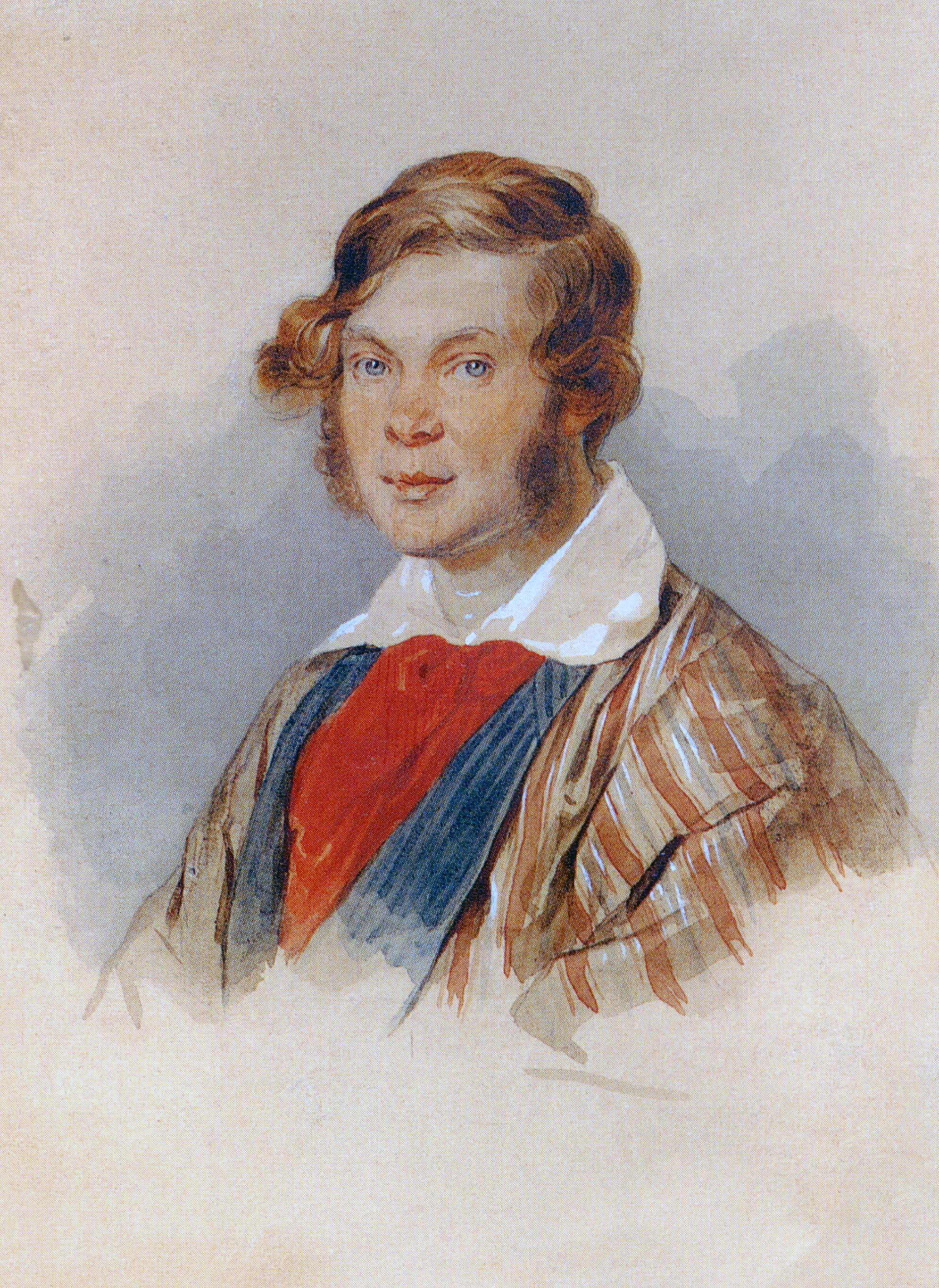
Пётр Андреевич, сын